# Club Africain
O Club Africain é um clube da Tunísia, fundado em 1920 em Tunis, muito conhecido pela prática do futebol, basquete e handball.

## Titulos
| INTERCONTINENTAIS | INTERCONTINENTAIS                    | INTERCONTINENTAIS | INTERCONTINENTAIS                                                            |
|                   | Competição                           | Títulos           | Temporadas                                                                   |
| ----------------- | ------------------------------------ | ----------------- | ---------------------------------------------------------------------------- |
|                   | Copa Afro-Asiático de Clubes         | 1                 | 1992                                                                         |
| CONTINENTAIS      |                                      |                   |                                                                              |
|                   | Competição                           | Títulos           | Temporadas                                                                   |
|                   | Liga dos Campeões da CAF             | 1                 | 1991                                                                         |
| INTERNACIONAIS    |                                      |                   |                                                                              |
|                   | Competição                           | Títulos           | Temporadas                                                                   |
|                   | Liga dos Campeões Árabes             | 1                 | 1997                                                                         |
|                   | Recopa Árabe                         | 1                 | 1995                                                                         |
|                   | Liga dos Campeões do Maghreb         | 3                 | 1974, 1975, 1976                                                             |
|                   | Recopa do Magrebe                    | 1                 | 1971                                                                         |
|                   | Liga dos Campeões do Norte da África | 2                 | 2008, 2010                                                                   |
| NACIONAIS         |                                      |                   |                                                                              |
|                   | Competição                           | Títulos           | Temporadas                                                                   |
|                   | Campeonato Tunisiano                 | 13                | 1947, 1948, 1964, 1967, 1973, 1974, 1979, 1980, 1990, 1992, 1996, 2008, 2015 |
|                   | Copa da Tunísia                      | 13                | 1965, 1967, 1968, 1969, 1970, 1972, 1973, 1976, 1992, 1998, 2000, 2017, 2018 |
|                   | Supercopa da Tunísia                 | 3                 | 1968, 1970, 1979                                                             |

### Campanhas de destaque
- Copa das Confederações da CAF : vice campeão 2011
- Liga dos Campeões Árabes : vice campeão 1988 e 2002
- Recopa do Magrebe : vice campeão 1972 e 1973
- Supercopa Árabe vice campeão 1998